# Nistru Cioburciu
FC Nistru Cioburciu a fost un club de fotbal din Cioburciu, Republica Moldova. Clubul a fost fondat în 1992 și a evoluat 4 sezoane în Divizia Națională, înainte de a se desființa în 1996.